# 佩古拉體育和娛樂
佩古拉體育和娛樂(Pegula Sports and Entertainment,PSE)是一家位於紐約州水牛城的美國體育娛樂公司。本公司為億萬富翁泰倫斯・佩古拉和他的家人將他們的體育、房地產和娛樂資產合併為一家公司後成立的。該公司的資產包括國家美式足球聯盟水牛城比爾、國家冰球聯盟水牛城軍刀、國家袋棍球聯盟水牛城強盜和羅徹斯特騎士之鷹與美國冰球聯盟羅徹斯特美國人。
該公司主要由泰倫斯的妻子金·佩古拉擔任總裁兼CEO。

## 資產

### 體育隊
2011年，佩古拉清算其東方資源天然氣公司的資產後，以1.89億美金從前所有者湯姆・葛利沙諾和拉里·奎因手中收購水牛城軍刀和水牛城強盜，並 掌控了其控股公司西紐約冰球, LLC。

## 外部連結
- 官方網站 （页面存档备份，存于）
- One Buffalo official website （页面存档备份，存于）